# Torre de Esgueva
Torre de Esgueva község Spanyolországban, Valladolid tartományban. Torre de Esgueva Hérmedes de Cerrato, Fombellida, Castroverde de Cerrato, Villaco, Amusquillo és Vertavillo községekkel határos. Lakosainak száma 62 fő (2024).

## Népesség
A település népessége az utóbbi években az alábbiak szerint változott:
| Lakosok száma | 99   | 98   | 87   | 81   | 77   | 73   | 72   | 65   | 60   | 62   |
|               | 2001 | 2004 | 2007 | 2009 | 2012 | 2014 | 2017 | 2019 | 2022 | 2024 |